# Universitat de Música i Art Dramàtic de Viena
La Universitat de Música i Art Dramàtic de Viena (en alemany: Universität für Musik und darstellende Kunst Wien, abreujat MDW) és una universitat austríaca situada a Viena que es va fundar el 1819.
La quantitat d'estudiants ascendeix a més de 3.000. És la institució més gran d'Àustria d'aquest tipus i una de les més grans del món.
El 1819, es va establir la Gesellschaft der Musikfreunde (Societat d'Amics de la Música), i es va estatalitzar el 1909 com a Akademie für Musik und Darstellende Kunst. Des del 1970 fins al 1998 es va denominar Hochschule für Musik und Darstellende Kunst i el 1998 va adquirir el seu nom actual per reflectir l'estatus universitari, obtingut en una àmplia reforma efectuada el 1970 de les acadèmies d'arts austríaques.

## La universitat
La institució compta amb 24 instituts incloent el Seminari Max Reinhardt, l'Acadèmia de Cinema de Viena i els instituts Wiener Klangstil .
Les instal·lacions de MDW inclouen el Palau de Teatre de Schönbrunn, la sala d'Antonio Vivaldi, el Convent Salesià, L'Església de Santa Úrsula, Lothringerstrasse (Sala Franz Liszt) i la Plaça Anton Von Webern Platz (campus principal de la universitat).
La universitat organitza aproximadament deu competicions, incloent-hi la Competició Internacional de Piano Beethoven. També presenta un festival de cinema aclamat pels estudiants cada dos anys.
La MDW pot considerar-se una font d'alimentació per a les majors orquestres d'Àustria, amb un vincle especial amb l'Orquestra Filharmònica de Viena.

## Història
El 1808 van començar a alçar-se les veus en pro d'un conservatori de música a Viena. El 1811 es va publicar un "pla per a una institució d'educació musical" per a Viena. Un any més tard, es va crear la Gesellschaft der Musikfreunde (Societat per als Amics de la Música), amb l'objectiu de crear un conservatori. El Conservatori de Viena es va fundar el 1817. La idea inicial era ser una rèplica del Conservatori de París, però per falta de fons va començar únicament com a escola de cant. Antonio Salieri va ser el primer director del conservatori. El 1819, va contractar al violinista Joseph Böhm, i el 1827 oferia cursos de la majoria d'instruments orquestrals.
La situació financera del conservatori era molt inestable. Els costos de la matrícula es van introduir el 1829, però la institució va arribar a la fallida el 1837. L'estat va aportar fons al conservatori entre 1841 i 1844 i entre 1846 i 1848. El 1848, agitacions polítiques van provocar que l'estat deixés de finançar el conservatori, i aquest no va tornar a oferir cursos de nou fins al 1851. Amb ajuda de l'estat i de la ciutat, les finances es van estabilitzar de nou en 1851. Tot i l'augment dels subsidis estatals, la Societat d'Amics de la Música va seguir controlant la institució. No obstant això, l'1 de gener de 1909 el conservatori va ser nacionalitzat per resolució imperial per passar a denominar-se Akademie für Musik und Darstellende Kunst (Acadèmia Imperial de Música i Art Dramàtic). Fins llavors la institució es denominava Konservatorium der Gesellschaft der Musikfreunde (Conservatori de la Societat d'Amics de la Música).
Fins al 1844, data en la qual Gottfried Preyer, professor d'harmonia i composició es va convertir en director, el director no havia estat membre de la facultat, sinó membre de la Societat d'Amics de la Música. Joseph Hellmesberger va ser director de la institució entre 1851 i 1893.
El 1907 Wilhelm Bopp es va fer càrrec del conservatori, si bé el mateix estava encara dominat per Robert Fuchs i Hermann Grädener, i tots dos, especialment Fuchs, consideraven Bopp una persona anacrònica i sense tacte. El 1912 amb l'ànim de rejovenir el conservatori, Bopp va oferir llocs de professor a Franz Schreker i Arnold Schönberg. Schönberg va declinar l'oferta, però Schreker la va acceptar. La seva tasca com a mestre la va realitzar de forma tan satisfactòria que se li va oferir un lloc el gener de 1913 com a professor.
Bopp també va tenir un paper decisiu en la nacionalització del conservatori el 1909. L'administració de l'acadèmia rebria a partir de llavors un president elegit per l'estat, així com un director artístic i una junta directiva.
Quan va finalitzar la Segona Guerra Mundial, l'Acadèmia Estatal va ser reorganitzada de nou. El president Karl Ritter von Wiener va dimitir i el director d'orquestra Ferdinand Löwe va ser elegit director pels mestres. El 1922, Joseph Marx va prendre les regnes de la institució amb l'objectiu que l'Acadèmia rebés l'estatus d'universitat.
Després de l'Anschluss, molts mestres i estudiants van ser expulsats per motius racials. El 1941, es va convertir en una Universitat del Reich (Reichshochschule). Després de la Segona Guerra Mundial, la institució va tornar a convertir-se en una Acadèmia Estatal. En el procés de desnazificació, 59 mestres van ser expulsats; i el novembre de 1945, 16 van ser reintegrats. Només 5 dels mestres expulsats el 1938 van ser reintegrats.
Gràcies a les lleis introduïdes el 1948 i 1949 la institució va aconseguir l'estatus d'"Acadèmia d'Arts". El 1970, la Llei per a l'Organització de les Escoles d'Art finalment concediria a les acadèmies d'art l'estatus d'universitat, i el 1998 el títol d'"Acadèmia d'Arts" va ser actualitzat per "Universitat d'Art".
Alguns famosos alumnes de la institució són Mariss Jansons, Herbert von Karajan, Zubin Mehta, Erwin Ortner, Barbara Moser, Heinrich Schiff o Donald Covert.

## Mestres de renom del passat
- Karl Schlesinger (violoncel)
- Anton Bruckner
- Robert Fuchs
- Arnold Schönberg: no va ser membre de la facultat però va impartir un curs teòric privat el 1911[2]
- Franz Schreker
- Josef Krips
- Ludwig Streicher

## Alumnes de renom
| - Claudio Abbado - Barbara Albert - Christian Altenburger - Felipe Aguirre - Franz Bauer-Theussl - Johanna Beisteiner - Achim Benning - Rudolf Buchbinder - Friedrich Cerha - Donald Covert - Helga Dernesch - George Enescu - Ivan Eröd - Lester Jose Olives Espinoza - Carl Flesch | - James Allen Gähres - Karl Goldmark - Robert Gulya - Wolfgang Holzmair - Joseph Joachim - Herbert von Karajan - Angelika Kirchschlager - Leon Koudelak - Fritz Kreisler - Gustav Mahler - Zubin Mehta - Barbara Moser - Felix Mottl - Rafael J. Navarro | - Antonio Neumane - Arthur Nikisch - Erwin Ortner - Peter Planyavsky - Carole Dawn Reinhart - Hans Richter - Sophie Rois - Hans Rott - Kurt Rydl - Wolfgang Sauseng - Heinrich Schiff - Kurt Schwertsik - Ulrich Seidl - Hossein Shahzad | - Mauricio Sotelo - Jean Sibelius - Mitsuko Uchida - Hugo Wolf |